# Baham
Baham è la capitale del dipartimento di Hauts-Plateaux, in Camerun.